# Gümüşkaynak, Palu
Gümüşkaynak là một xã thuộc huyện Palu, tỉnh Elâzığ, Thổ Nhĩ Kỳ. Dân số thời điểm năm 2011 là 32 người.